# Apsaravis
Apsaravis é um gênero monotípico extinto de aves que viveram durante o Cretáceo Superior, cerca de 78 milhões de anos atrás. Restos fossilizados da única espécie conhecida, Apsaravis ukhaana, foram encontrados no deserto de Gobi, na Mongólia. O material foi descrito por Clarke e Norell (2001).